# James Stewart (aviron)
Pour les articles homonymes, voir James Stewart (homonymie) et Stewart.
James Stewart, né le 15 décembre 1973 à Penrith (Australie), est un rameur d'aviron australien.

## Palmarès

### Jeux olympiques
- Sydney 2000
  -  Médaille de bronze en quatre sans barreur.
- Athènes 2004
  -  Médaille de bronze en huit[1].